# FK Teplice
Der FK Teplice ist ein tschechischer Fußballverein, der in der ersten tschechischen Liga spielt und in der Stadt Teplice beheimatet ist. Der Club wird auch als Skláři (deutsch Die Glasmacher) bezeichnet. In Teplice sind einige Glaswerke angesiedelt, der Glashersteller Glaverbel Czech ist der Hauptaktionär des Clubs.

## Geschichte
Gegründet 1945, erreichte der Klub bereits in drei Jahren die 1. Liga, und spielt seitdem entweder hier oder in der zweiten tschechoslowakischen beziehungsweise tschechischen Liga. 1996 kehrte der Klub nach längerer Abwesenheit in die 1. Liga zurück und gewann 1977, 2003 und 2009 den tschechischen Pokal. Im UEFA-Cup konnte Teplice Mannschaften wie Feyenoord Rotterdam, 1. FC Kaiserslautern und Celtic Glasgow schlagen.
Der bisher größte Erfolg der Vereinsgeschichte war der 2. Platz in der Saison 1998/99, der zur Teilnahme an der Champions League berechtigte. In der dritten Qualifikationsrunde zog man gegen Borussia Dortmund mit zweimal 0:1 den kürzeren.
In der Saison 2004/05 belegte der Klub den 3. Platz und qualifizierte sich damit für den UEFA-Cup. In der zweiten Qualifikationsrunde traf man auf den FC MTZ-Ripo Minsk, das Hinspiel in der belarussischen Hauptstadt endete 1:1. Das Rückspiel begann nach den Erwartungen der Tschechen, Emil Rilke erzielte die Führung in der 55. Minute (1:0), doch in der 70. Minute der überraschende Ausgleich durch Mkhitaryan (1:1). Alles sah nach 30 Minuten Verlängerung aus, doch Teplice schaffte das benötigte Tor noch vor dem Abpfiff der regulären Spielzeit, es war Jiri Masek in der 92. Minute. In der ersten Hauptrunde erwies sich dann Espanyol Barcelona als zu schwerer Gegner. Mit einem 1:1 im Hinspiel in Teplice konnte man recht zufrieden sein. Das 1:0 durch Jirsák fiel nach dem Wiederanpfiff in der 48. Minute, aber das 1:1 von Luis García (82.) ließ die größten Träume platzen. Das Rückspiel ging 0:2 verloren und man schied bereits in der ersten Runde des UEFA-Cups aus.
In der Saison 2005/06 erreichte das Team aus Teplice lediglich den 4. Platz und schaffte damit noch den Sprung in den UEFA Intertoto Cup. Man schaffte in dieser Saison einen unrühmlichen Rekord, es war das Team in der Gambrinus Liga mit den meisten Unentschieden (16 Unentschieden in 30 Saisonspielen). Lange Zeit war man Zweiter, doch nach Formschwäche der Teplice-Elf zog der spätere Meister FC Slovan Liberec auf und davon, aber auch die Teams FK Mladá Boleslav und SK Slavia Praha nutzten die Chance vorbeizuziehen.
Auf Teplice wartete im Sommer 2006 der UEFA Intertoto Cup, wo man in der 2. Runde auf den Grasshopper Club Zürich traf. Das Hinspiel im Letzigrund (Stadion des FC Zürich) verloren die Tschechen 2:0, das Rückspiel im Stadion Na Stínadlech ebenfalls mit 2:0. Im Jahr 2008 spielt der FK Teplice erneut im Intertoto Cup. In der 2. Runde des Wettbewerbs traf die Mannschaft auf Honvéd Budapest. Das Hinspiel verloren die Tschechen vor eigenem Publikum mit 1:3. Das Rückspiel gewannen die Tschechen 2:0, schieden aber aufgrund der Auswärtstorregel aus.
Seit 2015 nimmt der Klub am Future-Team-Turnier teil.

## Historie der Vereinsnamen
- 1945 – SK Teplice-Šanov (Sportovní klub Teplice-Šanov)
- 1948 – Sokol Teplice
- 1949 – ZSJ Technomat Teplice (Základní sportovní jednota Technomat Teplice)
- 1951 – ZSJ Vodotechna Teplice (Základní sportovní jednota Vodotechna Teplice)
- 1952 – ZSJ Ingstav Teplice (Základní sportovní jednota Ingstav Teplice)
- 1953 – DSO Tatran Teplice (Dobrovolná sportovní organizace Tatran Teplice)
- 1960 – TJ Slovan Teplice (Tělovýchovná jednota Slovan Teplice)
- 1966 – TJ Sklo Union Teplice (Tělovýchovná jednota Sklo Union Teplice)
- 1991 – TFK VTJ Teplice (Tělovýchovný fotbalový klub Vojenská tělovýchovná jednota Teplice)
- 1993 – FK Frydrych Teplice (Fotbalový klub Frydrych Teplice)
- 1994 – FK Teplice (Fotbalový klub Teplice, a.s.)

## Erfolge
- Tschechischer Pokalsieger 1977, 2003, 2009

## Europapokalbilanz
| Saison    | Wettbewerb            | Runde                  | Gegner               | Gesamt    | Hin     | Rück    |
| --------- | --------------------- | ---------------------- | -------------------- | --------- | ------- | ------- |
| 1971/72   | UEFA-Pokal            | 1. Runde               | Zagłębie Wałbrzych   | 2:4       | 0:1 (A) | 2:3 (H) |
| 1999/2000 | UEFA Champions League | 3. Qualifikationsrunde | Borussia Dortmund    | 0:2       | 0:1 (H) | 0:1 (A) |
| 1999/2000 | UEFA-Pokal            | 1. Runde               | Ferencváros Budapest | 4:2       | 3:1 (H) | 1:1 (A) |
| 1999/2000 | UEFA-Pokal            | 2. Runde               | RCD Mallorca         | 1:5       | 1:2 (H) | 0:3 (A) |
| 2002      | UEFA Intertoto Cup    | 2. Runde               | CD Santa Clara       | 9:2       | 5:1 (H) | 4:1 (A) |
| 2002      | UEFA Intertoto Cup    | 3. Runde               | 1. FC Kaiserslautern | 5:2       | 1:2 (A) | 4:0 (H) |
| 2002      | UEFA Intertoto Cup    | Halbfinale             | FC Bologna           | 2:8       | 1:5 (A) | 1:3 (H) |
| 2003/04   | UEFA-Pokal            | 1. Runde               | 1. FC Kaiserslautern | 3:1       | 2:1 (A) | 1:0 (H) |
| 2003/04   | UEFA-Pokal            | 2. Runde               | Feyenoord Rotterdam  | 3:1       | 2:0 (A) | 1:1 (H) |
| 2003/04   | UEFA-Pokal            | 3. Runde               | Celtic Glasgow       | 1:3       | 0:3 (A) | 1:0 (H) |
| 2004      | UEFA Intertoto Cup    | 1. Runde               | MATÁV FC Sopron      | 3:2       | 0:1 (A) | 3:1 (H) |
| 2004      | UEFA Intertoto Cup    | 2. Runde               | Schinnik Jaroslawl   | 1:4       | 1:2 (H) | 0:2 (A) |
| 2005/06   | UEFA-Pokal            | 2. Qualifikationsrunde | MTZ-RIPA Minsk       | 3:2       | 1:1 (A) | 2:1 (H) |
| 2005/06   | UEFA-Pokal            | 1. Runde               | Espanyol Barcelona   | 1:3       | 1:1 (H) | 0:2 (A) |
| 2006      | UEFA Intertoto Cup    | 2. Runde               | Grasshopper Zürich   | 0:4       | 0:2 (A) | 0:2 (H) |
| 2008      | UEFA Intertoto Cup    | 2. Runde               | Honvéd Budapest      | (a)3:3(a) | 1:3 (H) | 2:0 (A) |
| 2009/10   | UEFA Europa League    | Play-offs              | Hapoel Tel Aviv      | 2:3       | 1:2 (H) | 1:1 (A) |

Gesamtbilanz: 34 Spiele, 11 Siege, 5 Unentschieden, 18 Niederlagen, 43:51 Tore (Tordifferenz −8)

## Trainer
- Antonín Rýgr (1966–1970, 1973–1977)
- Dušan Uhrin (2001)
- František Cipro (2001–2002)
- Zdeněk Ščasný (2012–2015)
- Daniel Šmejkal (2016–)

## Spieler
Siehe Kategorie:Fußballspieler (FK Teplice)
- Josef Masopust (1950–1952)
- Pavel Verbíř (1992–)
- Martin Fenin (1993–2003) Jugend, (1993–2007, 2014) Spieler,
- Tomáš Poštulka (2001–2006)
- Pavel Horváth (2002–2004)
- Karel Rada (2002–2006)
- Pavel Krmaš (2004–2007)